# Iglesia de San Pedro de los Picos
La iglesia de San Pedro de los Picos es una iglesia románica situada intramuros de la ciudad de Segovia.

## Historia

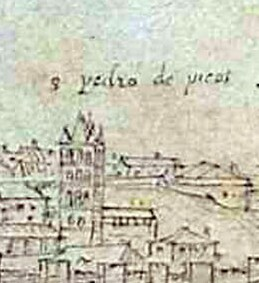
La iglesia en la forma que presentaba a mediados del, en un dibujo de Segovia por Anton van den Wyngaerde.

El origen de la iglesia se sitúa en el siglo XII. Fue dedicada a San Pedro ad Víncula.
En 1473 desde su torre se dio la señal para un alboroto originado por Juan Pacheco para apoderarse del Alcázar y derrocar a su alcaide Andrés Cabrera. El motivo de don Juan Pacheco para organizar este alboroto fue el de favorecer el matrimonio de doña Juana, hija de Enrique IV, con Enrique de Aragón y Pimentel, duque de Segorbe (hijo del infante Enrique de Aragón).
En 1615 fue rehabilitada por obreros voluntarios que habían sanado de la peste de 1599 en los muros de la iglesia. La rehabilitación se llevó a cabo bajo la dirección de Pedro de Brizuela.
A principios de la década de 2020 se promovieron iniciativas para su rehabilitación y conversión en museo que albergue la colección MER de arte moderno.

## Descripción
La iglesia cuenta con una única nave. En su portada lateral correspondiente al lado noreste cuenta con una portada románica. 
Cuenta con una torre que originalmente estaba rematada por cuatro cuerpos, alcanzando una importante altura. La techumbre de la torre se remataba por picos en cada uno de los ángulos y por ello la iglesia fue conocida como de San Pedro de los Picos. 